# 일본사회주의청년동맹
일본 사회주의청년동맹(일본어: 日本社会主義青年同盟 니혼샤카이슈기세이넨도메이[*])은 1960년 10월 15일 설립된 청년을 구성원으로 하는 청년정치동맹이다. 이전에는 일본사회당과 협력 관계였다. 약칭은 사청동(社青同).
1959년 10월 개최딘 사회당 제16회 대회의 결정으로, 1960년 일본사회당 청년부를 전신으로 하는 사회주의청년동맹 결성준비위원회가 만들어졌다. 이 결성 준비기간은 안보투쟁과 미이케 투쟁이 벌어지던 거대한 시기였다.
1974년에 마이너스 성장을 기록하면서 일본의 고도경제성장이 종말을 맞았다. 이런 가운데 1974년 춘계투쟁에서 오일쇼크에 의한 인플레이션을 배경으로 30% 이상의 임금인상을 성공시켰다. 노동운동과 반전운동의 고양 속에서 보혁백중, 혁신자치체의 증대 등 일본 자본주의는 큰 위기에 봉착했다. 이런 사태를 ‘정상화’하기 위해 ‘대화와 협력’을 추구하겠다는 미키 다케오 내각이 등장했다. 또한 기업과 직장에서는 불황과 적자를 선언하면서 노사협력화를 도모했다. 이런 분위기에서 사청동의 계급투쟁노선과 그 영향하의 청년활동가 집단은 자본가 뿐 아니라 일부 노조에게도 기피 대상이 되었다. 당시 자본가들에게는 내부게발트에 빠져있던 신좌파들보다, 직장에 침투하여 노동조합 확대를 도모하는 사청동이 더욱 위험한 존재였다. 결국 80년대 들어 노조가 노사협조노선으로 전환함에 따라 일본 노동조합총연합회가 결성되고 일본노동조합총평의회(총평)은 해체되는 식으로 노동전선이 재편되었다. 사청동은 이 재편에 반대했지만 그 흐름을 멈출 수 없었다. 80년대에 사청동은 국철 분할민영화 반대투쟁과 반핵운동 등에 참여하면서 세를 확대했지만 총평이 해체된 시점에서 사청동과 노동계의 연대는 끊기게 되었다.
소련과 동구권의 해체, 일본사회당의 분열, 버블 붕괴 이후의 불황으로 인한 노동운동의 쇠퇴 등, 90년대 이후 일본의 상황은 사청동에게 악재 일색이지만, 그래도 현재까지 활동을 계속하고 있다. 매년 춘계투쟁 때 노조 청년부들과 공동 주최하는 전국청년연합집회에는 1000 명 안팎의 시위자가 참여한다.
사청동 자체는 사회당 계열로 신좌파 정파라고 할 수 없지만, 해방파, 혁노협, 적채사파, 전협 등의 신좌파 정파들이 사청동에서 분열되어 나왔다.

## 출신 인물
정치인
- 마타이치 세이지: 국회의원
- 요시카와 하지메: 국회의원
- 후카다 하지메: 국회의원
- 미네자키 나오키: 국회의원
- 히모리 후미히로: 국회의원
- 간노 데쓰오: 국회의원
- 오카자키 히로미: 국회의원
- 에다 사츠키: 국회의원
- 가네코 데쓰오: 국회의원
- 요코미치 다카히로: 국회의원

노동운동가
- 가모 모모요: 전국커뮤니티유니온연합회 회장
- 가나자와 히사시: 전노협 의장.
- 사카구치 도모히코: 국노 위원장
- 다노헨 고이치: 사철총련 위원장
- 이와사키 슌로: 임야노조 위원장
- 이시다 데루마사: 전노금 위원장
- 다나무라 히로미: 전농림 위원장
- 오카모토 야스이로: 일교조 위원장
- 도시 에이사부로: 정노련 위원장
- 가와 아쓰시: 자치노 위원장

기타
- 사토 마사루: 작가, 외교관
- 이케가미 아키라: 언론인